# Veřejný telefonní automat

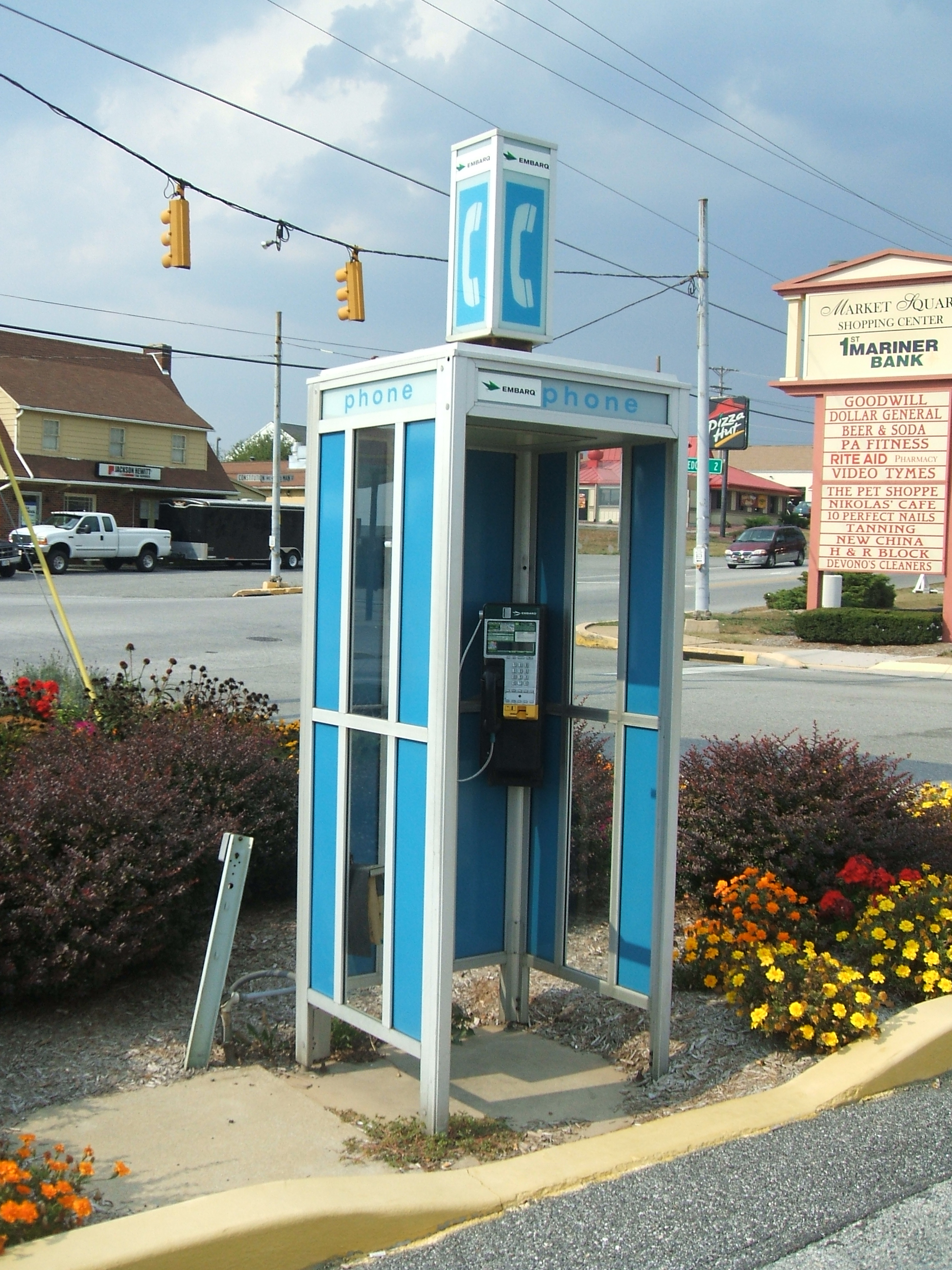
Telefonní budka (Shrewsbury, Pensylvánie)

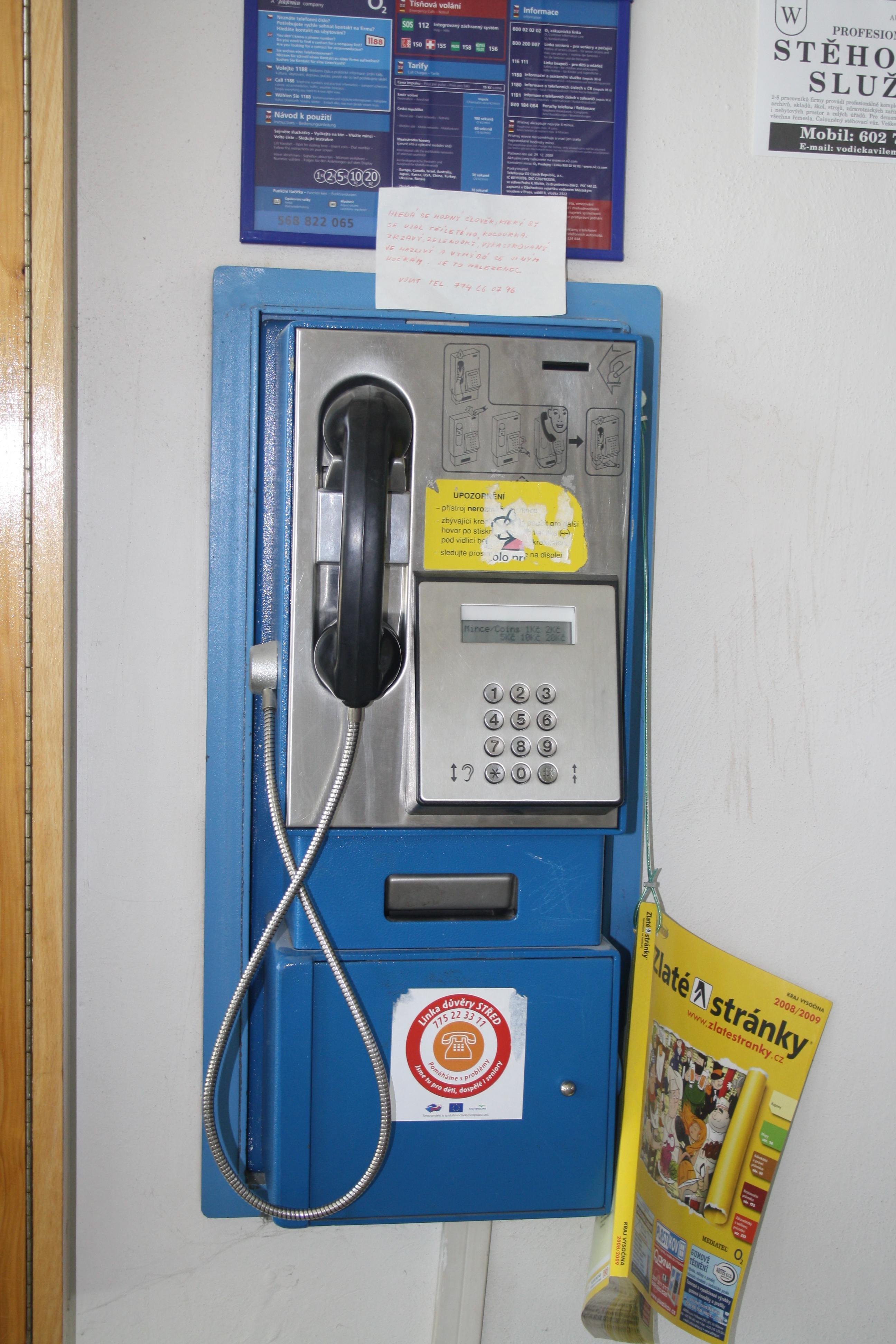
Telefonní automat

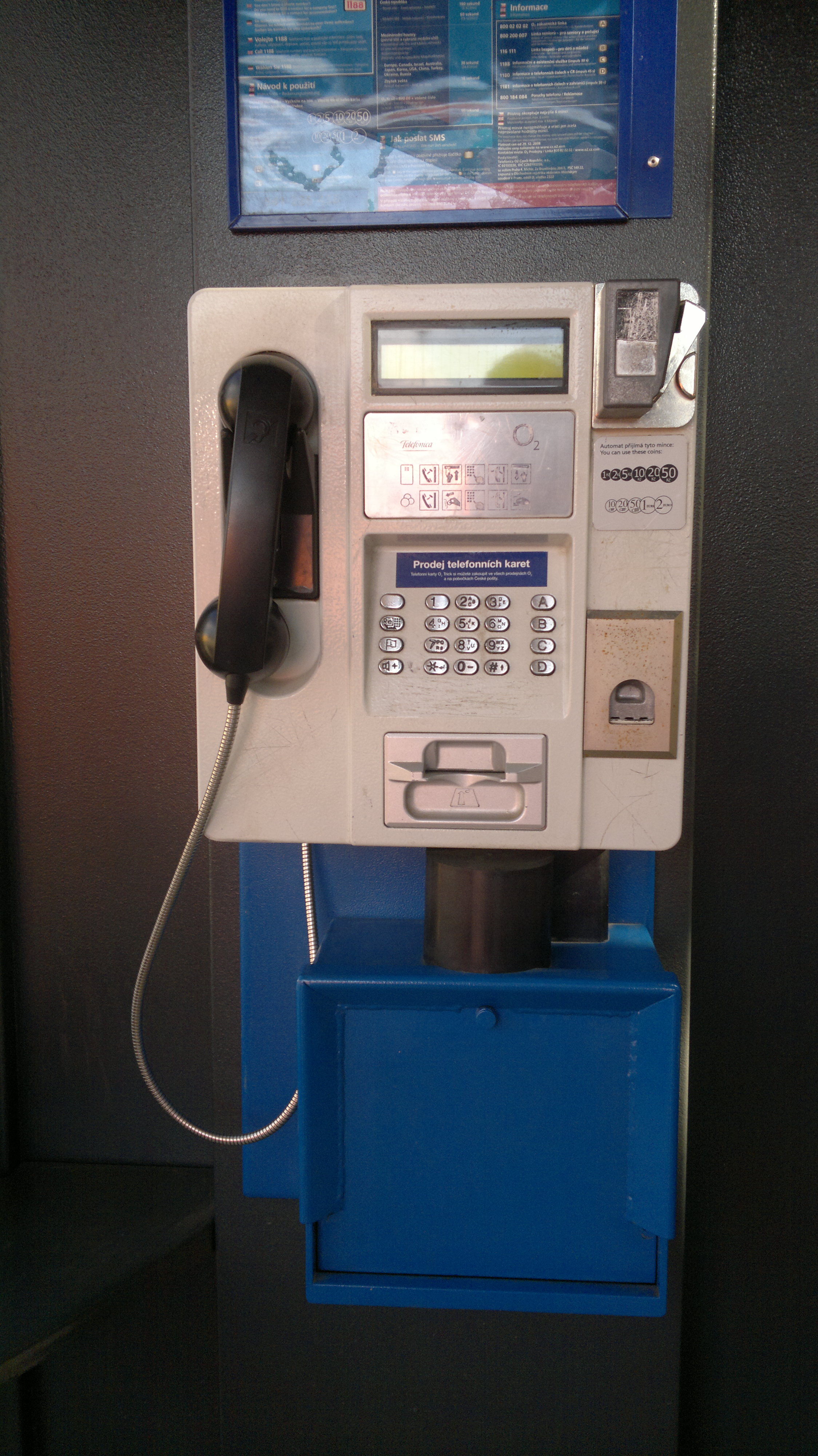
Novější telefonní automat

Veřejný telefonní automat (VTA) je telefonní přístroj určený k použití veřejností. Obvykle je umístěn v telefonní budce, kabině nebo boxu. Automat umožňuje volání zpravidla na mince, telefonní karty nebo platební karty (tzv. Swipe & Call). Zpravidla umožňuje jednoduché bezplatné volání na tísňové linky (hasiči, záchranná služba, policie, integrované záchranné systémy, případně další bezplatné linky). Bývá umístěn na veřejném prostranství nebo ve veřejných budovách či prostorech (nádraží, stanice metra, úřad, pošta, restaurace, ubytovací zařízení), ale i ve společných prostorách velkých firem apod. V exteriéru bývá zpravidla umístěn v telefonní budce nebo kukani. V interiérech (haly dopravních terminálů, haly či recepce hotelů, úřadů atd.) někdy bývá pouze připevněn na stěně. Telefonní budka je drobná stavba většinou o půdorysu kolem jednoho metru čtverečního. V závislosti na umístění a místních poměrech musí být zařízení odolné proti povětrnostním vlivům a vandalismu, též proti neoprávněnému bezplatnému volání a v případě mincovních automatů i proti krádežím peněz.
Rozmach veřejných telefonních automatů i veřejných telefonních stanic nastal v době, kdy ještě telefon nebyl samozřejmým vybavením domácností, a tedy si lidé z domova chodili z nich zavolat. I po telefonizaci domácností si zachovaly veřejné telefonní automaty význam pro lidi, kteří zrovna cestovali. Rozšíření mobilních telefonů vedlo k výraznému poklesu využití veřejných telefonních automatů, snižování jejich počtu a ukončování jejich provozu.

## Způsoby platby
- Mincovní telefonní automat byl před nástupem čipových karet obvyklým typem veřejného telefonního automatu. Výhodou je univerzálnost platidla, tj. že zákazník si nemusí předem obstarávat telefonní kartu ani nic podobného. Jednou z nevýhod je, stejně jako u jiných mincovních automatů, riziko útoků na přístroj motivovaných snahou získat obsah mincovní kasy a „kradení“ mincí v případě ucpání vhozové cesty. Přístroj vyžaduje mechanickou úpravu v případě změny sortimentu mincí v dané zemi. Nejstarším způsobem tarifikace bylo připojení mikrofonu až po navázání spojení a vhození mince. Tento systém umožňoval bezplatně tzv. němá volání (prozvánění, např. ze zlomyslnosti) a bezplatnou komunikaci s jednosměrným poslechem, přičemž účastník spojení z VTA mohl komunikovat s protistanicí (odpovídat) pomocí signálů dávaných otočnou číselnicí. Tento systém umožňoval bezplatné využití automatických informačních hlásek (přesný čas, informace o počasí, jídelníček, informace o sjízdnosti silnic). Bezplatné volání na tísňové linky s trojcifernými čísly bylo umožněno tím, že přístroj požadoval vhození mince pro připojení mikrofonu až po vytočení čtvrté číslice.

- Kartový telefonní automat funguje zpravidla na předplacenou telefonní kartu, ze které je při použití postupně odebírán kredit (část předem zaplacené finanční částky). Poslední telefonní karta s obrázkem Českého středohoří přestala platit 31. ledna 2021.[zdroj?]

- Dalším způsobem bylo použití samostatného vodiče jako nosiče tarifikačních impulzů. Tento systém se prakticky nepoužíval.

- Tarifikace připojením vyzváněcího proudu se používala u starších automatů určených pouze pro místní telefonní styk, kde byla jednotná cena za hovor bez ohledu na jeho délku.

- Tarifikace inverzí polarity byl hojně využívaný způsob vzhledem k jednoduchosti konstrukce „přijímače“ v automatu. Nevýhodou tohoto systému však byla možnost jeho vyřazení z činnosti paralelním připojením diody k telefonnímu vedení, které dosti často vedlo od telefonní budky zavěšeno volným prostorem. Rovněž provádění volby v okamžiku požadavku na tarifikaci mělo u některých přístrojů vliv na provedení inkasa.

- Tarifikační impulsy (vysílání tónu 50 Hz, 12 kHz, 16 kHz o hovorového kanálu) je v současnosti nejvyužívanějším způsobem tarifování. Tento způsob zasílání tarifikačních impulzů byl také prvním, který byl nabídnut pro použití u bytových účastnických stanic, u kterých byly následně instalovány tarifikátory, jež synchronně s počítadlem na ústředně připočítávaly tarifní impulzy. V České republice se používá systém s tarifikačními impulzy na 16 kHz. Tarifikační impulzy jsou svou frekvencí umístěny mimo hovorové pásmo (300–3400 Hz), tudíž nedochází k ovlivnění funkce například modemů, faxů ap.

- ISDN tarifikaci používají telefonní automaty s ISDN-BRA rozhraním. U nich nemůže být použita tarifikace 16 kHz, neboť spadá do pásma ISDN (do 80 kHz). Systém ISDN-BRA však kromě dvou hovorových kanálů (B) disponuje i datovým (D) 16 kbit/s, který je využíván pro sestavení, správu a zrušení spojení. Tímto D kanálem je možno posílat zprávy INFO, kterými lze velmi elegantně přenášet informaci o ceně spojení, délce trvání hovoru, ap. U veřejných telefonních ISDN-automatů jsou pak tyto zprávy využity i k tarifikaci.

- IP tarifikace je prováděna u IP typu automatu stejným prostředkem, jako je prováděn hovor – IP sítí.

## Ochranné mechanizmy VTA
Čekání na oznamovací tón je obranou proti zneužití možnosti bezplatného volání (např. na tísňové linky) pro uskutečnění neoprávněných nezpoplatněných hovorů. Pokud by tato ochrana nebyla nasazena, mohl by podvodník po vyzvednutí mikrotelefonu (za předpokladu,
že by nedostal oznamovací tón) provést volbu např. 158. Tato volba by se na ústředně neuplatnila (ústředna ještě nebyla připravena přijímat volbu). Poté, když by byl k dispozici oznamovací tón, by podvodník provedl volbu, avšak telefonní automat by měl v registru uloženo, že je voláno bezplatné číslo. U dnes používaných telefonních automatů se tato kontrola již obvykle neprovádí, neboť v současné době je oznamovací tón ústřednou přidělen (kromě mimořádných událostí) okamžitě. Pozůstatkem této kontroly je zpoždění prováděné volby u VTA o několik sekund, které není obvykle zdržující, neboť telefonní číslo je lidmi voleno relativně pomalu a tudíž je jeho navolená část z registru obvykle odeslána dříve, než je celá volba dokončena.
Payphone ID je periodicky se opakující tón, který je veřejným telefonním automatem vydáván při:
- volání na čísla tísňového volání
- přijetí příchozího hovoru
- volání na provozovatelem specifikovaná čísla (ne v ČR)

Tento tón má upozornit druhého účastníka, že protistanice není bytovou ani podnikovou stanicí, ale veřejným telefonním automatem. Velmi důležitou funkci má tento tón také pro spojovatelku, která sestavuje hovory – Payphone ID zabraňuje, aby byl sestaven hovor na účet volaného, případně třetí stanice, pokud je touto stanicí VTA.

## Telefonní budky v kultuře
Telefonní budky hrají často významnou roli ve starších detektivních a kriminálních filmech, například ve filmu Telefonní budka z roku 2002. Specifickou roli (odpojení se z Matrixu – zdánlivě něco jako teleport) plní ve filmu Matrix, nebo jako loď pro cestování časem v britském sci-fi seriálu Pán času.

## Redukce počtu telefonních automatů v Česku

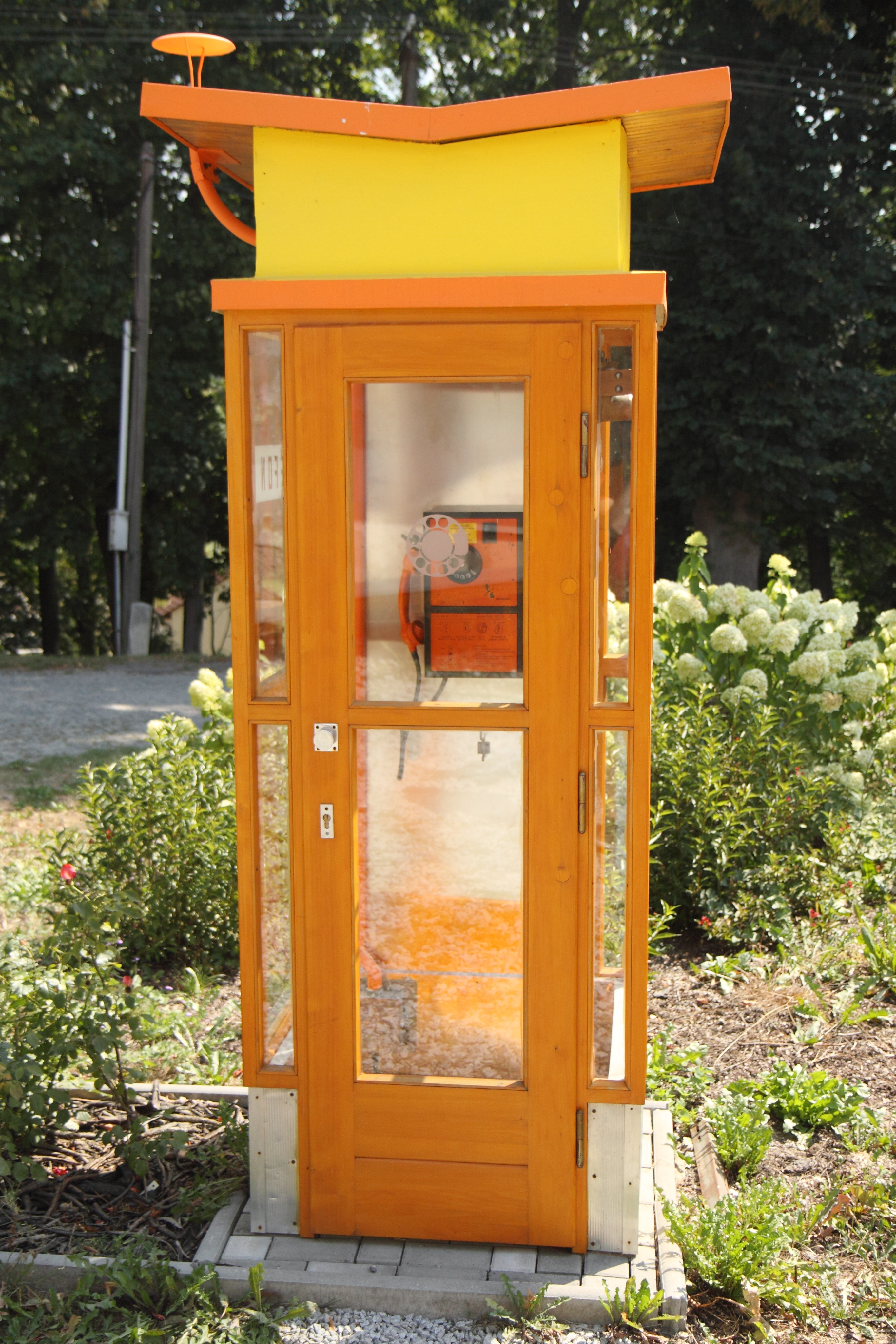
Funkční historická telefonní budka v Muzeu Tesla Třešť (60.-80. léta)

Roku 1911 se v Praze objevil první veřejný telefonní automat.
Roku 1996 bylo telefonních automatů zhruba 20 tisíc. Nejvyšší počet telefonní automatů v Česku, přes 30 tisíc, byl na přelomu 20. a 21. století. V roce 2012 počet klesl na 16,5 tisíce.
Do 31. prosince 2019 platilo, že VTA musí být umístěn v obci do 400 obyvatel. Od 1. ledna 2020 musel být VTA povinně umístěn jako součást tzv. univerzální služby pouze v obcích do 200 obyvatel. Jejich počet byl proto zredukován o 2750 na 1150.
V červnu 2020 Český telekomunikační úřad rozhodl, že počínaje rokem 2021 stát přestane telefonní automaty dotovat úplně. Operátor v takovém případě s jejich dalším provozem nepočítá. Poslední veřejná telefonní budka byla odstraněna 17. června 2021 v obci Hlubyně.
Některé zrušené telefonní budky byly předělány na knihobudky, bezplatné veřejné knihovničky.